# Portada/efemèride agost 29
Ingrid Bergman
« 28 d'agost · 29 d'agost · 30 d'agost »